# Indra Gunawan
Indra Gunawan (* 23. September 1947 in Surakarta, Jawa Tengah als Lie Tjuan Sien; † 7. Juni 2009 in Jakarta) war ein indonesischer Badmintonspieler.

## Sportliche Karriere
Gunawan wurde 1970 Dritter bei den Asienspielen im Doppel mit Rudy Hartono. Beim Thomas Cup 1970 wurde er Mannschaftsweltmeister, ebenso wie 1973, wo er im Endspiel jedoch nicht eingesetzt wurde. 1971 gewann er die Asienmeisterschaft im Doppel mit Nara Sudjana. Bei den All England stand er 1971 im Finale, 1973 im Halbfinale.

## Erfolge
| Saison | Veranstaltung      | Disziplin    | Platz | Name                         |
| ------ | ------------------ | ------------ | ----- | ---------------------------- |
| 1970   | Asienspiele        | Herrendoppel | 3     | Rudy Hartono / Indra Gunawan |
| 1970   | Thomas Cup         | Team         | 1     | Indonesien                   |
| 1971   | Asienmeisterschaft | Herrendoppel | 1     | Nara Sudjana / Indra Gunawan |
| 1971   | All England        | Herrendoppel | 2     | Rudy Hartono / Indra Gunawan |
| 1973   | Thomas Cup         | Team         | 1     | Indonesien                   |
| 1973   | All England        | Herrendoppel | 3     | Nara Sudjana / Indra Gunawan |